# 東ティモール・センターボ
東ティモール・センターボ（ひがしティモール・センターボ、ポルトガル語: Centavos de Timor-Leste）は、東ティモールで使われている補助通貨の単位。表記はCentavosで、￠と略す。東ティモールではアメリカドルによる通貨代替（ドラリゼーション）が行われているが、補助通貨として独自に硬貨を鋳造している。単位は植民地時代のポルトガルの補助通貨単位に由来する。種類は50￠、25￠（以上黄銅合金）、10￠、5￠（銀合金）。

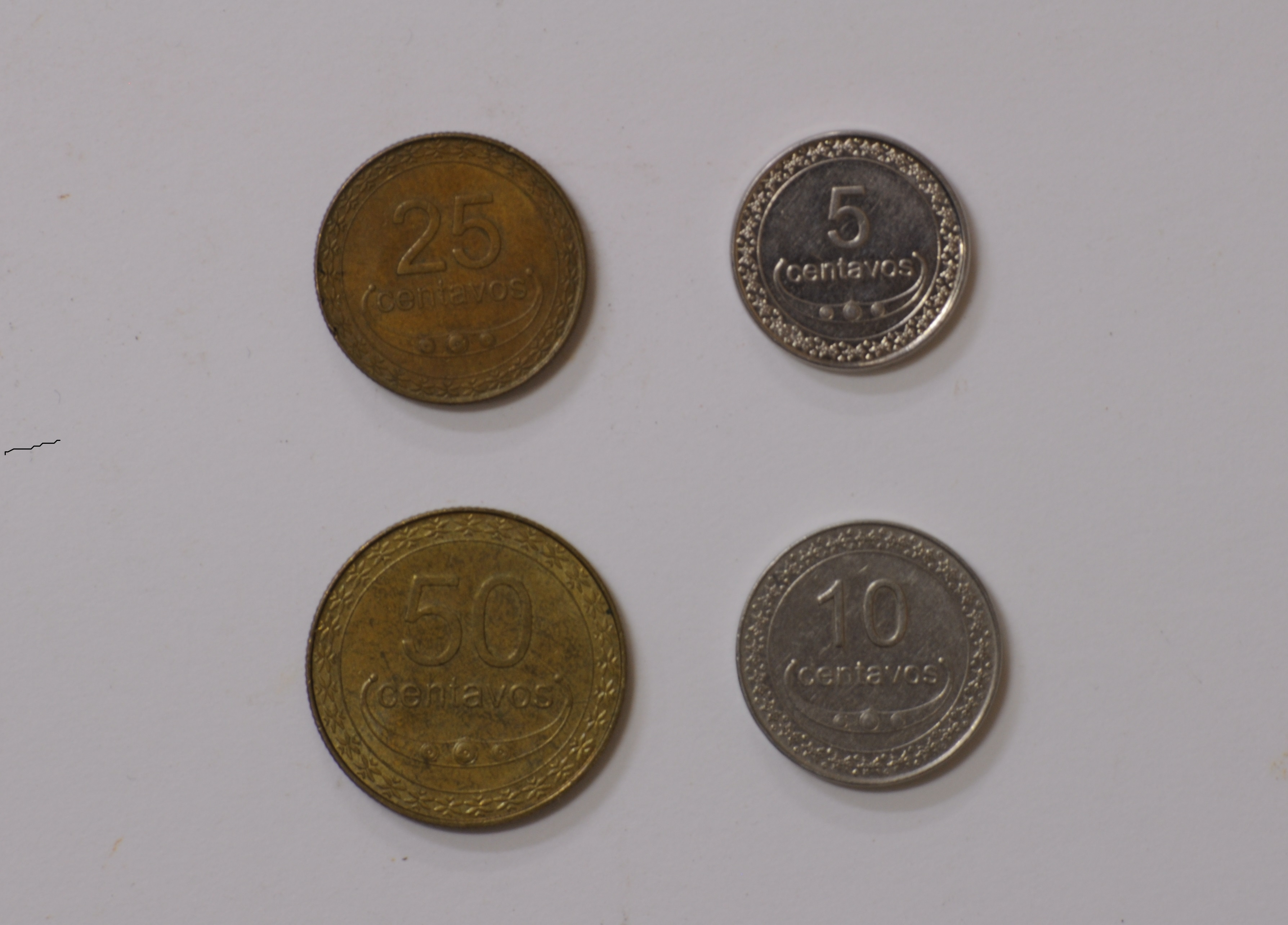
東ティモール・センターボ硬貨の表面
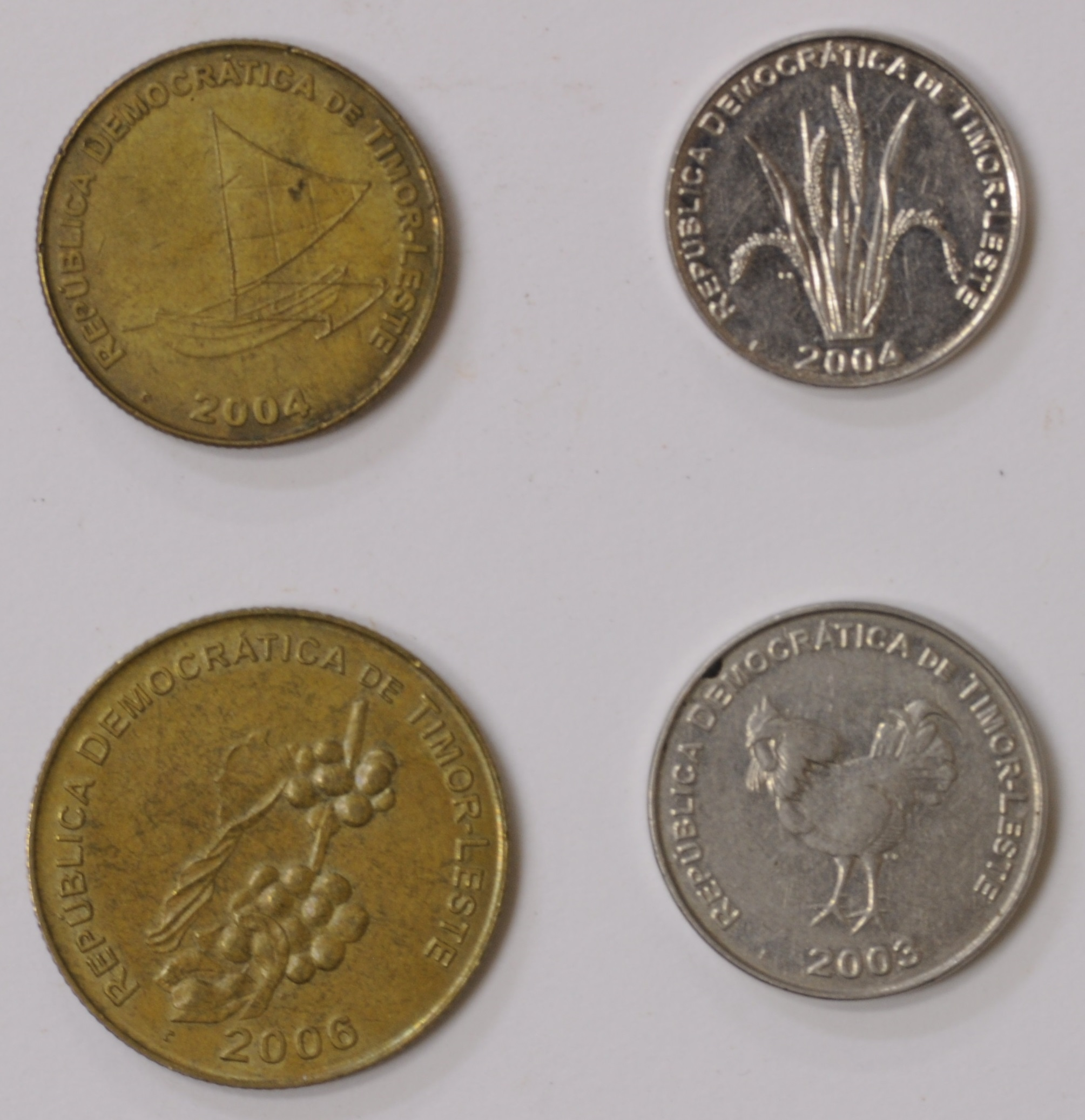
東ティモール・センターボ硬貨の裏面

表面の意匠は共通で、船と水牛の角をイメージした弓形がcentavosの文字を囲む。

裏面には「REPUBLICA DEMOCRATICA DE TIMOR-LESTE」の文字に、50￠はコーヒー豆、25￠はアウトリガー帆船、10￠はニワトリ、5￠はイネがデザインされている。